# Вилки (Калуський район)

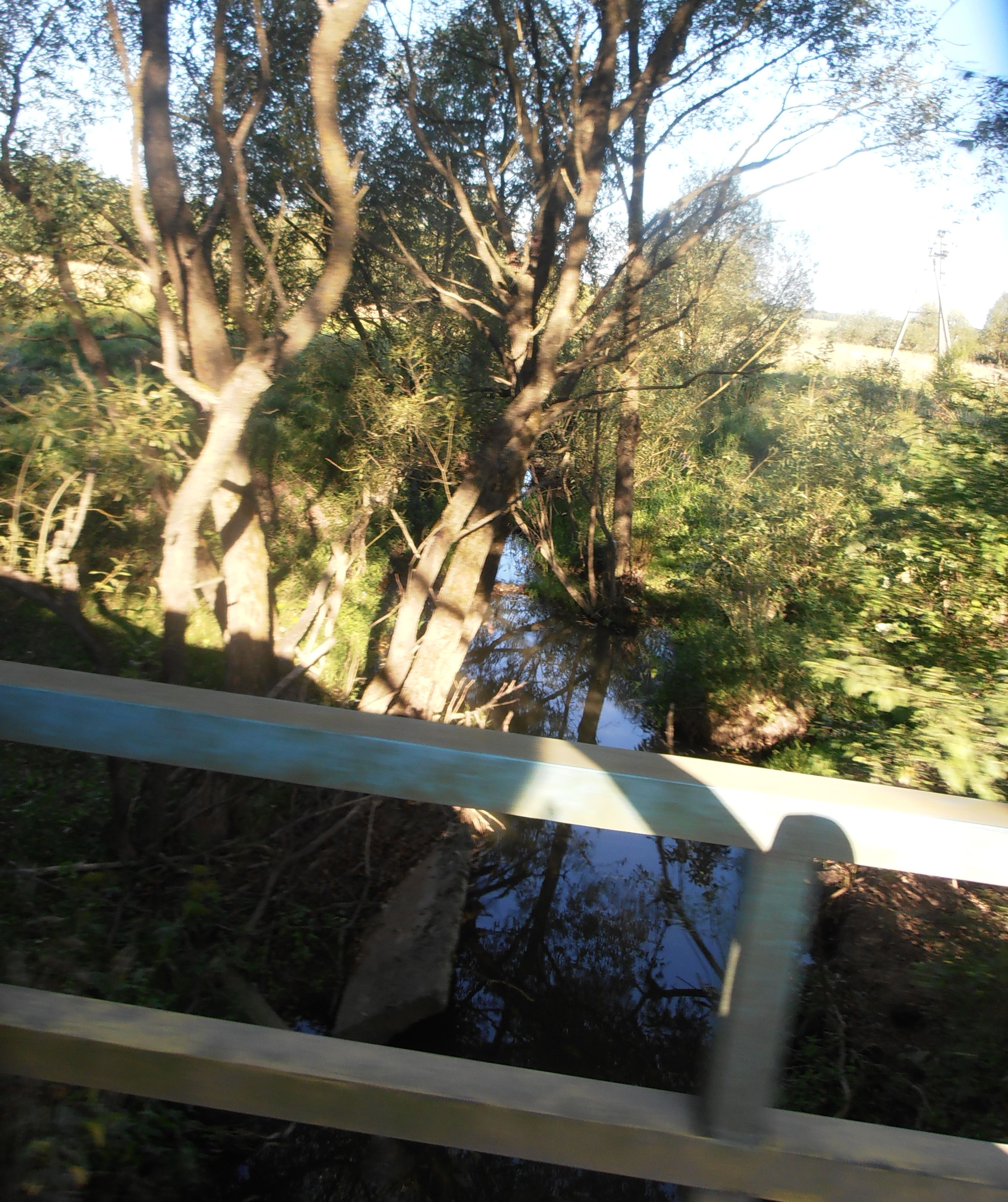
Річка Зелена у Вилках

Ви́лки — село в Україні, у Верхнянській сільській територіальній громаді Калуського району Івано-Франківської області.

## Зміна назви
На австрійській карті 1855 року село позначене як «Малівка» (Małówka), 1910 року — як «Улятівка».
За переписом 1900 року село Виделки (або Улятівка) налічувало 19 будинків і 136 жителів, належало до гміни (самоврядної громади) Станькова Калуського повіту.

## Сучасність
Неподалік села у 2009 році відкрили відгодівельний свинокомплекс компанії «Ґудвеллі Україна» потужністю 12 тисяч голів свиней вагою від 28 до 120 кілограмів. У 2024 році для забезпечення електроенергією на двох приміщеннях встановили 142 сонячні панелі загальною потужністю 83 кіловати.